# Верблюды
Верблюды (лат. Camelus) — род млекопитающих из трибы Camelini семейства верблюдовых подотряда мозоленогих. Это крупные животные, приспособленные для жизни в засушливых регионах мира — пустынях, полупустынях и степях. Существует три современных вида верблюдов — одногорбый верблюд, или дромедар (дромадер), или арабиан, двугорбый верблюд, или бактриан, и дикий верблюд, а также ряд видов, известных исключительно по ископаемым остаткам, — Camelus antiquus, Camelus gigas, Camelus grattardi, Camelus moreli, Camelus sivalensi и Camelus thomasi.
На спине у верблюдов имеются своеобразные «горбы». Вопреки распространённому в прошлом мнению, верблюды не хранят непосредственно в них воду, а запасают жир, окисляя который в случае большой жажды, превращают в воду. Горбы выступают в качестве изоляционного материала, то есть служат своего рода «терморегулятором», при помощи которого происходит предотвращение потери тепла.
Жители пустынь высоко ценят верблюдов и называют это животное «корабль пустыни».

## Этимология
Латинское название Camelus восходит через греч. κάμηλος к общесемитскому «гамаль» (араб. جَمَل‎, ивр. גמל‎).
Русское слово верблюд происходит от праслав. velьbǫdъ, возможно, являющегося заимствованием из гот. ulbandus «слон». Готское слово, в свою очередь, было заимствовано из др.-греч. ἐλέφας «слон». Греческое слово было заимствовано с Востока.
Верблюды (в форме: «вельблуды») упоминаются ещё в Повести временных лет. См. например под 1103 г.: «взѧша бо тогда скоты и ѡвцѣ и кони . и вельблуды и . вежѣ с добыткомъ . и съ челѧдью».

## Характеристики

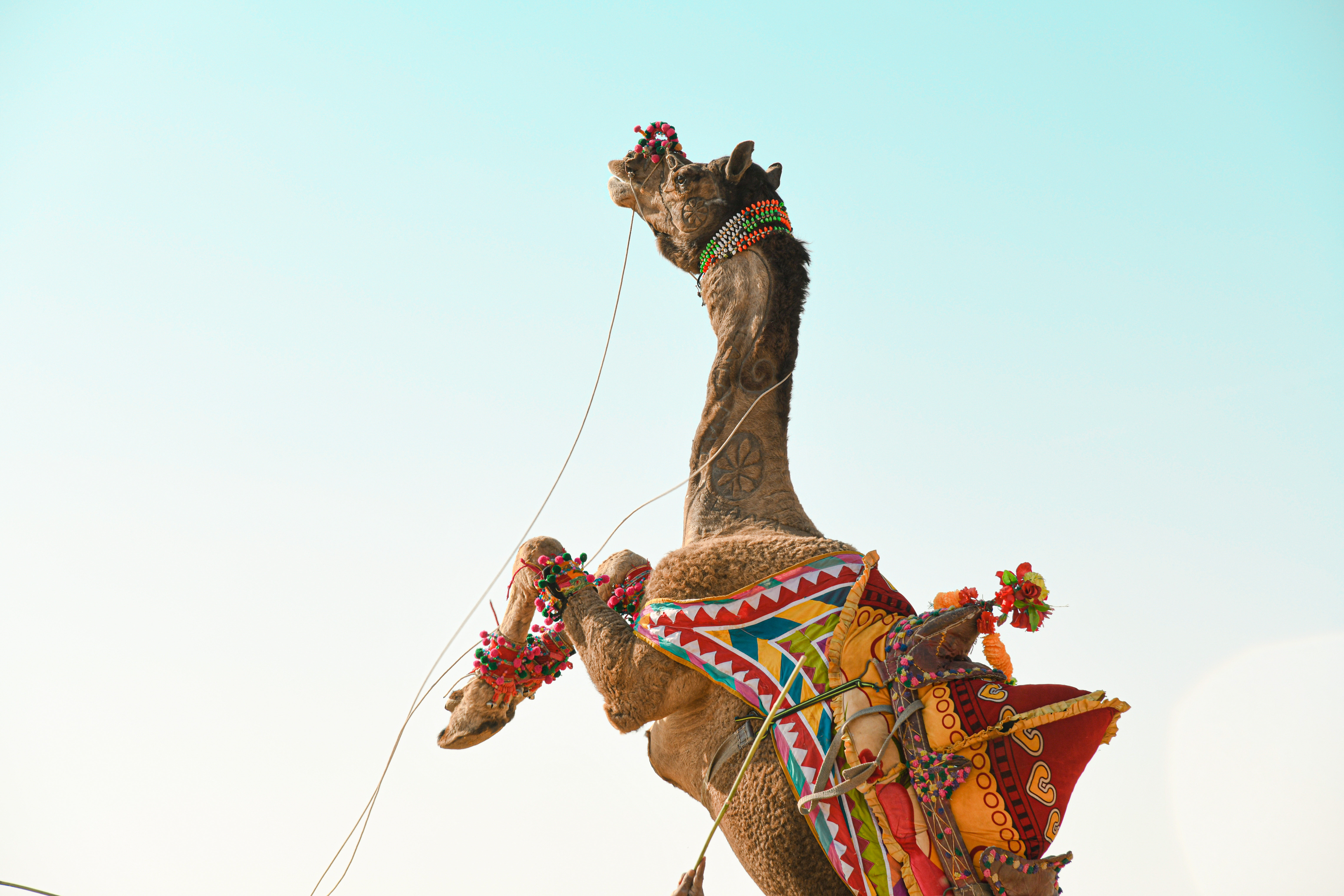
Верблюд на фестивале в пустыне, Джайсалмер

Масса взрослого верблюда — 500—800 кг, высота в холке — до 210 см. У одногорбого верблюда окраска красновато-серая, у двугорбого — тёмно-бурая. Мех курчавый. Верблюды могут жить до 40 лет, репродуктивный возраст начинается с 2—3 лет. Беременность длится 13 месяцев у одногорбых верблюдов и 14 месяцев — у двугорбых.

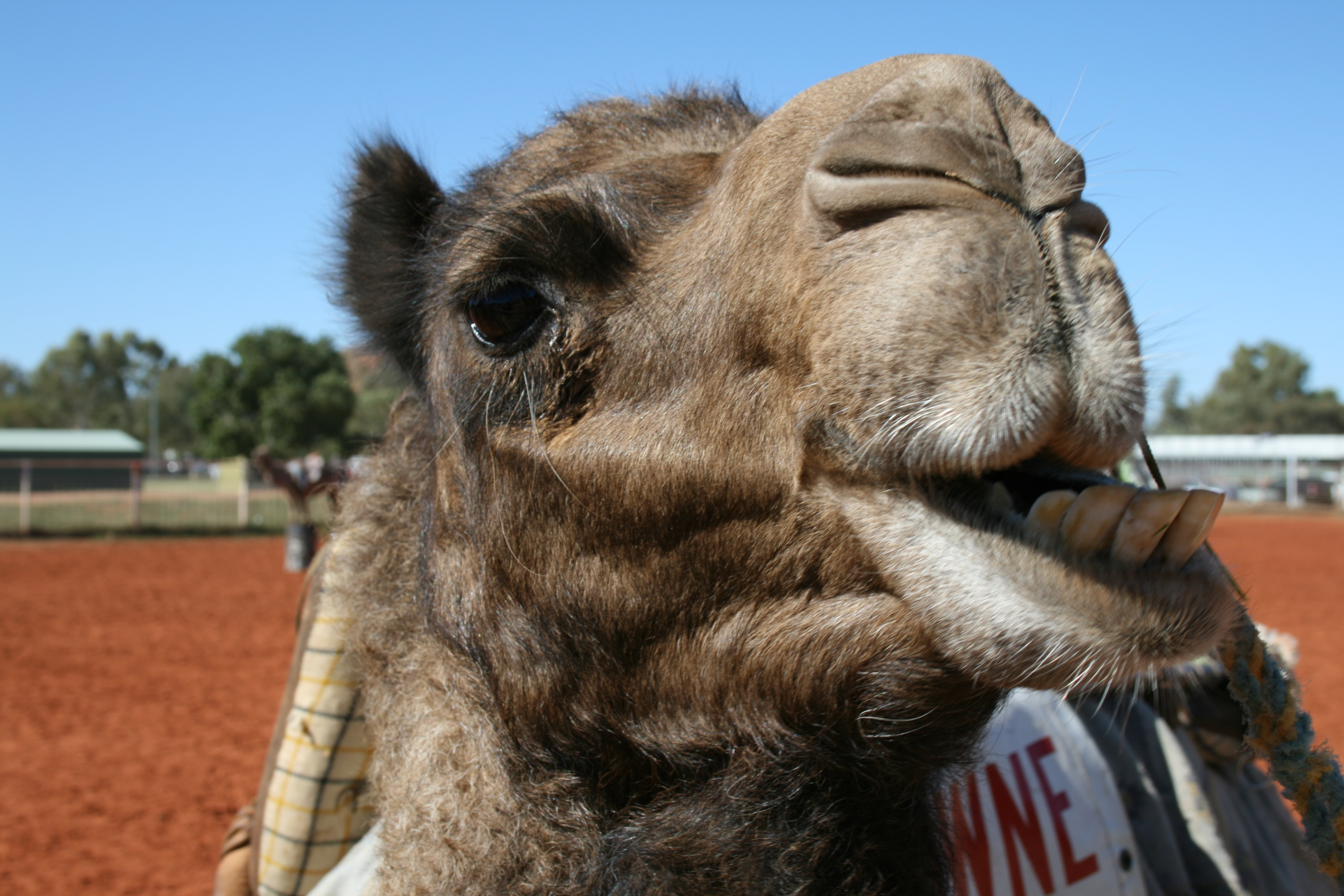
Жующий верблюд

У верблюдов длинная шея, изогнутая дугой, маленькие и округлённые уши. У верблюдов 38 зубов. Снизу — десять резцов, два клыка, 10 коренных зубов, сверху — 2 резца, 2 клыка, 12 коренных зубов. Длинные мохнатые ресницы надёжно защищают их большие глаза от песка, а ноздри-щёлочки при необходимости могут плотно закрываться. Зрение у верблюдов отличное: они могут увидеть идущего человека за километр, движущийся автомобиль — за 3—5 километра. Они прекрасно чуют запах влаги и могут почуять свежее пастбище или пресную воду за 40—60 километров, а также заметить на небе грозовые тучи и отправиться в их сторону в надежде попасть в то место, где прольются дожди.

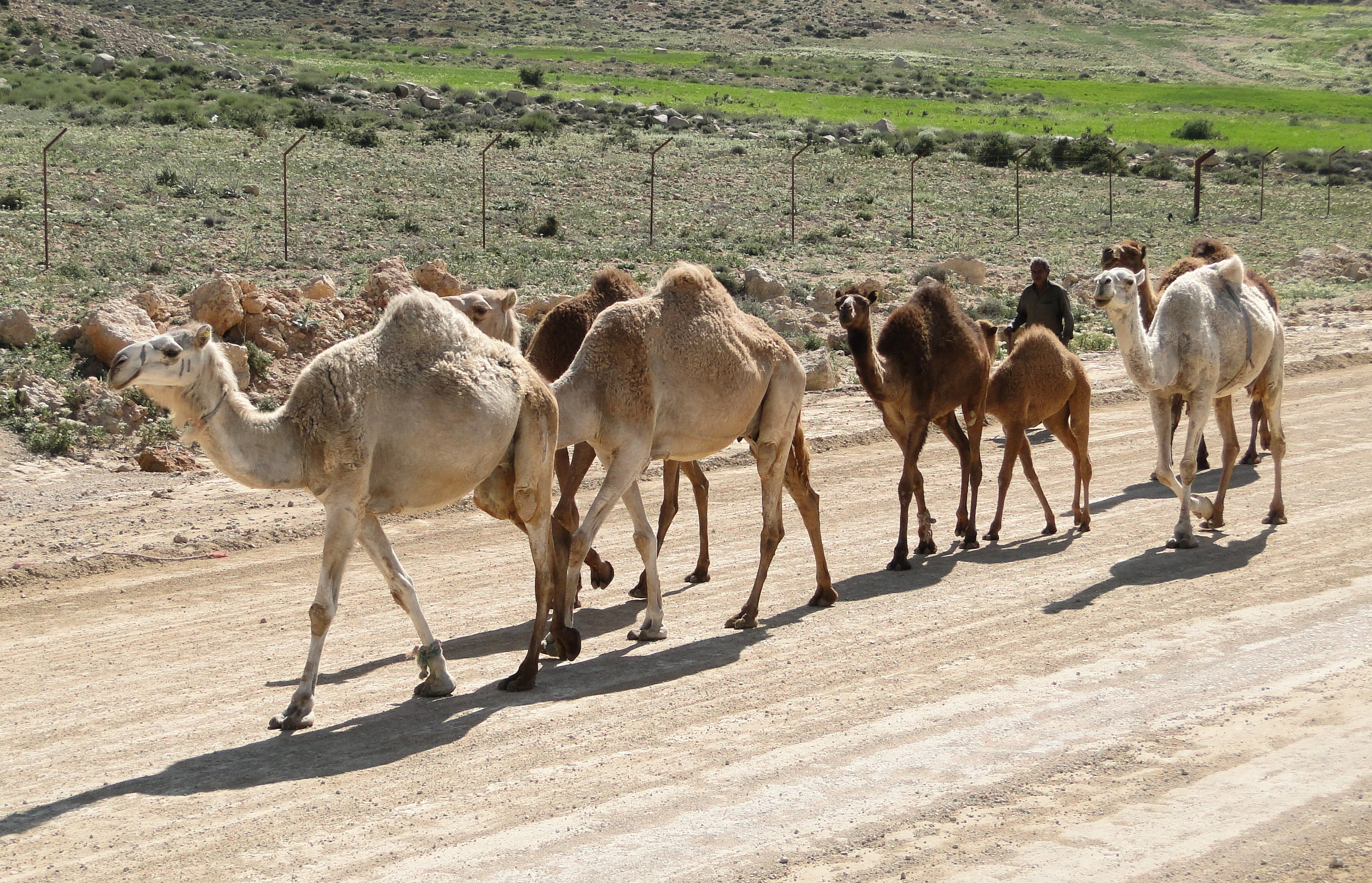
Верблюды в биосферном резервате Дана

Эти млекопитающие хорошо приспособлены к жизни в суровой и безводной местности. У верблюдов имеются грудная, запястные, локтевые и наколенные мозоли. Этими частями верблюд соприкасается с землёй во время лежания и мозоли позволяют ему ложиться на раскалённую почву (до 70 °С). Густой мех предназначен для защиты от дневного зноя и ночного холода. Пальцы верблюдов соединены между собой и образуют общую подошву. Широкие двупалые ступни — для передвижения по сыпучим пескам или мелким камням. Верблюды не потеют и теряют малое количество жидкости с испражнениями. Влага, при дыхании выделяемая из ноздрей, собирается в особой складке и попадает в рот. Верблюд подолгу может обходиться без воды, теряя при этом до 40 % веса тела. В одном эксперименте верблюда летом продержали без воды 8 дней, за которые он похудел на 100 кг, когда после этого ему дали воду, он за 10 минут выпил 103 литра, возместив потерянные 100 кг веса. Одно из специфических приспособлений верблюда для жизни в пустыне — горбы, представляющие собой жировые отложения. Горбы служат своеобразной «крышей», защищающей спину верблюда от палящего солнца. Кроме того, концентрация всех жировых запасов организма на спине способствует лучшей теплоотдаче.
Верблюды — жвачные животные. Они питаются солянками, полынью, верблюжьей колючкой и саксаулом. Верблюды могут пить солёную воду. Жидкость верблюды сохраняют в ячеях рубца желудка и поэтому очень хорошо переносят обезвоживание; главным источником энергии является жир. Даже если они очень долго не пили, их кровь не загустевает. Верблюды способны выживать без воды до двух недель, а без пищи до месяца.
Но, несмотря на поразительную выносливость, дикие верблюды в настоящее время гораздо чаще, чем другие животные, страдают от недостатка водопоев. Дело в том, что люди при освоении пустыни занимают районы возле источников пресной воды, а дикие верблюды, будучи очень осторожными животными, к людям не подходят.
Верблюды являются также хорошими пловцами, несмотря на то, что большинство из них никогда не видели ни одного водоёма. Они весьма неплохо плавают, при этом наклоняя тело немного в сторону.
Распространёнными болезнями верблюдов являются трипаносомоз, инфлюэнца, эхинококкоз, верблюжья чума, зудневая чесотка.

## Происхождение и история верблюдов
Формирование и массовое распространение верблюдов происходило в конце плиоцена и в начале плейстоцена — время вымирания раннего рода верблюдовых Paracamelus и появления крупных форм верблюдов (Camelus). Выработанные современными верблюдами приспособления к жизни в засушливых условиях (горбы, особенности пищеварения и обмена веществ, поглощение большого количества воды и в связи с этим потребность в кормах, содержащих много соли, иноходь и пр.), вероятно, появились в эволюции верблюдовых (Camelidae) относительно поздно и не были характерны для них изначально. Неприхотливость верблюдов явилась причиной распространения этих животных в условиях, непригодных для других травоядных.
| Мезозой | Кайнозой | Кайнозой | Кайнозой | Кайнозой | Кайнозой | Кайнозой | Кайнозой | Эра        |
| Мезозой | Палеоген | Палеоген | Палеоген | Неоген   | Неоген   | Чт       | Чт       | П-д        |
| ------- | -------- | -------- | -------- | -------- | -------- | -------- | -------- | ---------- |
| Мезозой | Палеоцен | Эоцен    | Олигоцен | Миоцен   | П        | п        |          | Эп.        |
| 251,902 | 66       | 56       | 33,9     | 23,04    | 5,333    | 2,58     |          | млн. лет ← |
| 251,902 | 66       | 56       | 33,9     | 23,04    | 5,333    | 2,58     | 0,0117   |            |

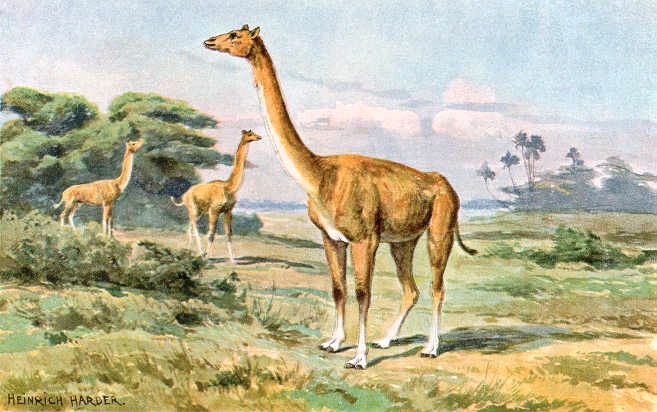
Альтикамелус (Aepycamelus)

Доисторический род верблюдовых Альтикамелус (Aepycamelus), живший в миоцене на территории Северной Америки, имел длинную шею, а на спине вместо горба только небольшое возвышение.
По-видимому, верблюды, близкие к современным, выделились из верблюдовых в Северной Америке с появлением там больших пространств саванноподобного ландшафта, где как раз и возникли анатомические особенности, позволяющие верблюдам приспосабливаться к сухому и суровому климату. На территорию Евразии древние верблюды проникли через Берингов перешеек, по-видимому, в конце плиоцена, и до конца плейстоцена были там многочисленными.
К финалу среднего виллафранка (2,1—1,97 млн л. н.) относится фрагмент плюсневой кости верблюда вида Paracamelus alutensis (№ 35676 в коллекции ЗИН РАН) со следами рубки и пиления-резания каменным орудием. Кость была найдена Н. К. Верещагиным в 1954 году в Ливенцовском карьере (местонахождение Ливенцовка) на западной окраине Ростова-на-Дону вместе с другими фаунистическими остатками в хапровской аллювиальной толще, относящейся к русловой фации палео-Дона.
В плейстоцене на территории Восточной Европы встречался крупный верблюд Кноблоха (Camelus knoblochi), очень близкий обоим современным верблюдам. Примечательна недавняя находка отлично сохранившегося черепа верблюда Кноблоха в окрестностях станицы Раздорской (Ростовская область России). Остатки двугорбых верблюдов, похожих на современных, находили в Поволжье, на берегах Иртыша и в Подмосковье.
Верблюды (наряду с мамонтом, шерстистым носорогом, большерогим оленем и др.) были одними из основных представителей так называемой мамонтовой фауны, существовавшей в северной Евразии вплоть до окончания последнего оледенения 10—12 тыс. лет назад. Проект по восстановлению такой фауны в заповеднике («плейстоценовый парк») включает, помимо, прочего, и завоз туда двугорбых верблюдов.

### Одомашнивание

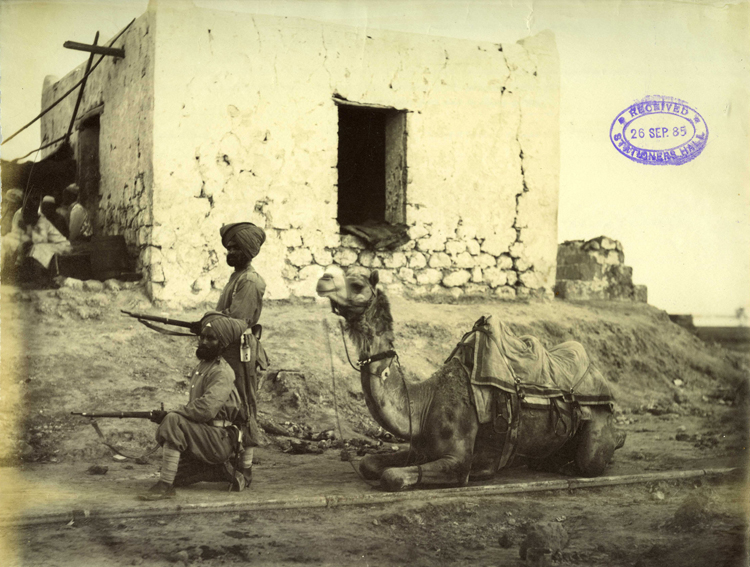
1884 год, сикхи верблюжьего корпуса во время Нильской экспедиции

Верблюды были одомашнены за 2000 лет до н. э. Это самые мощные вьючные и упряжные животные в условиях их распространения. В качестве тягловой силы используют верблюдов от 4 до 25 лет, они могут переносить до 50 % своего веса. Верблюд может проходить 30—40 км в день при дальних переходах. Верблюд со всадником может проходить до 100 км в день, средняя скорость при этом составляет 10—12 км/ч. Верблюды использовались в армиях со времён античности и средневековья для перевозки грузов и всадников, непосредственно в бою использовались боевые верблюды в составе боевой кавалерии и индивидуально, зачастую с целью устрашения противника.
В России разводят одну породу одногорбых верблюдов — арвана — и три породы двугорбых: калмыцкую, казахскую и монгольскую. Наиболее ценная порода — калмыцкая.
В пищу идёт мясо верблюдов, а также верблюжье молоко, из которого изготавливают шубат, масла и сыры. Надой молока у дромадеров в среднем составляет 2000 кг в год (может превышать 4000 кг у арвана) и 750 кг у бактрианов (по другим данным, 600—800 кг). При этом жирность молока 4,5 и 5,4 %, соответственно, а содержание витамина C значительно выше, чем в коровьем. Высоким качеством отличается верблюжья шерсть (она ценится выше овечьей), которая содержит до 85 % пуха. Настриг шерсти составляет 5—10 кг с бактриана и 2—4 кг с дромадера. Стригут верблюдов весной.

## Распространение

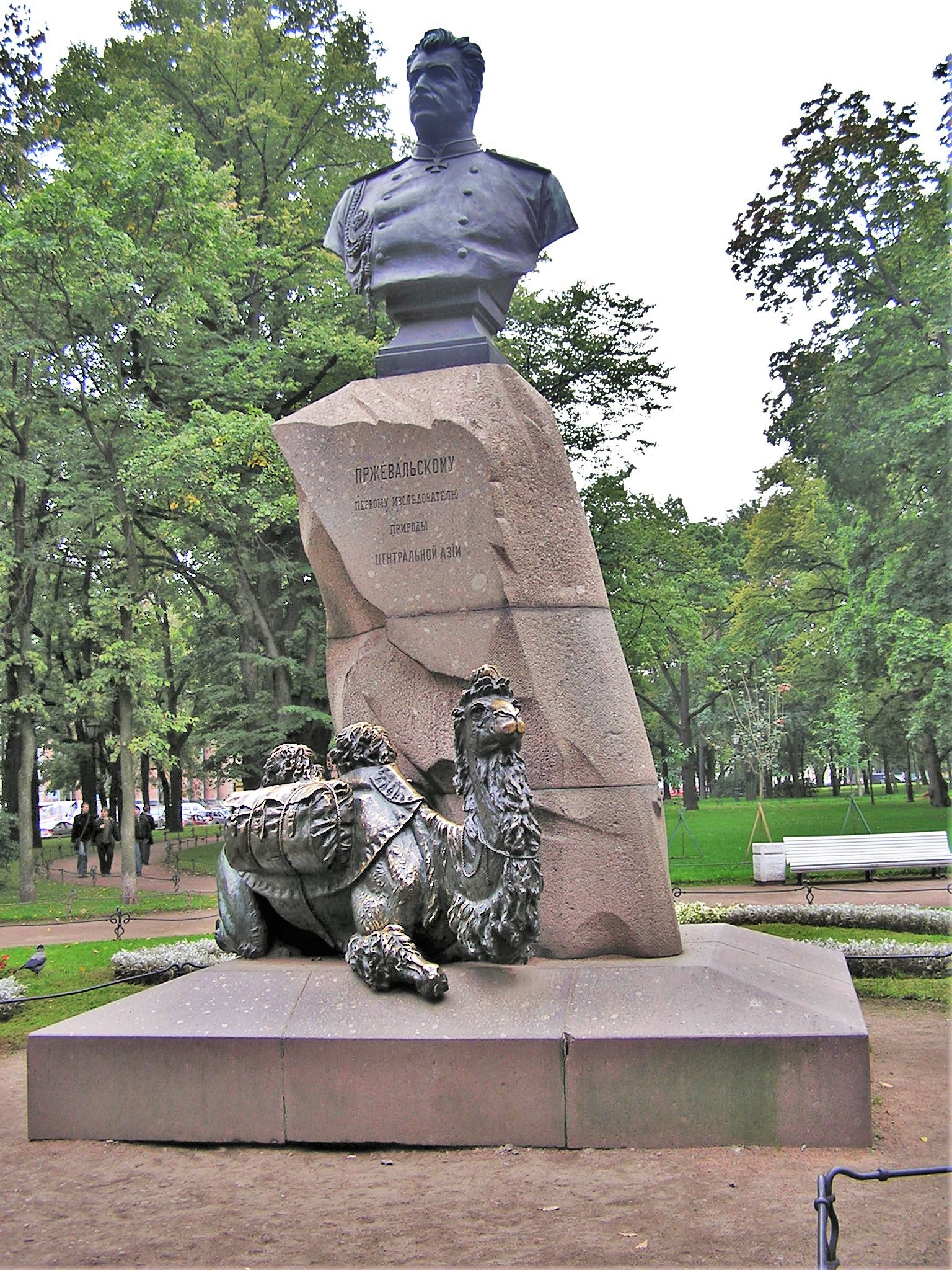
Памятник Н. М. Пржевальскому в Санкт-Петербурге

Верблюды распространены только в зоне пустынь и сухих степей, они не могут жить в местностях с влажным климатом или в горах. В одомашненной форме оба вида верблюдов Старого Света распространены во многих областях Азии и Африки. Дромадеры встречаются на севере Африки до 1° южной широты, на Аравийском полуострове и в Центральной Азии. В XIX веке они были завезены в Австралию, где быстро приспособились к местным климатическим условиям и на сегодняшний день достигли количества более миллиона особей. Бактрианы распространены в регионах от Малой Азии до Маньчжурии. Всего в мире насчитывается около 19 млн верблюдов, из которых 14,5 млн живут в Африке. В одном лишь Сомали их насчитывается 7 млн, а в соседнем Судане — 3,3 млн
Дикая форма дромадера вымерла, как предполагается, к началу нашей эры. Его наиболее вероятной прародиной был юг Аравийского полуострова, хотя ещё не до конца выяснено, был ли его предок дикой формой дромадера или же общим предком с бактрианом.
Н. М. Пржевальский в своей азиатской экспедиции впервые открыл диких двугорбых верблюдов хаптагаев, существование которых предполагалось, но оспаривалось. Дикие популяции бактриана всё ещё существуют в Синьцзян-Уйгурском автономном районе и в Монголии, где в трёх отделённых друг от друга популяциях живут около тысячи особей. В наше время рассматривается вопрос об акклиматизации диких двугорбых верблюдов в плейстоценовом парке в Якутии.

## Виды верблюдов

### Бактрианы

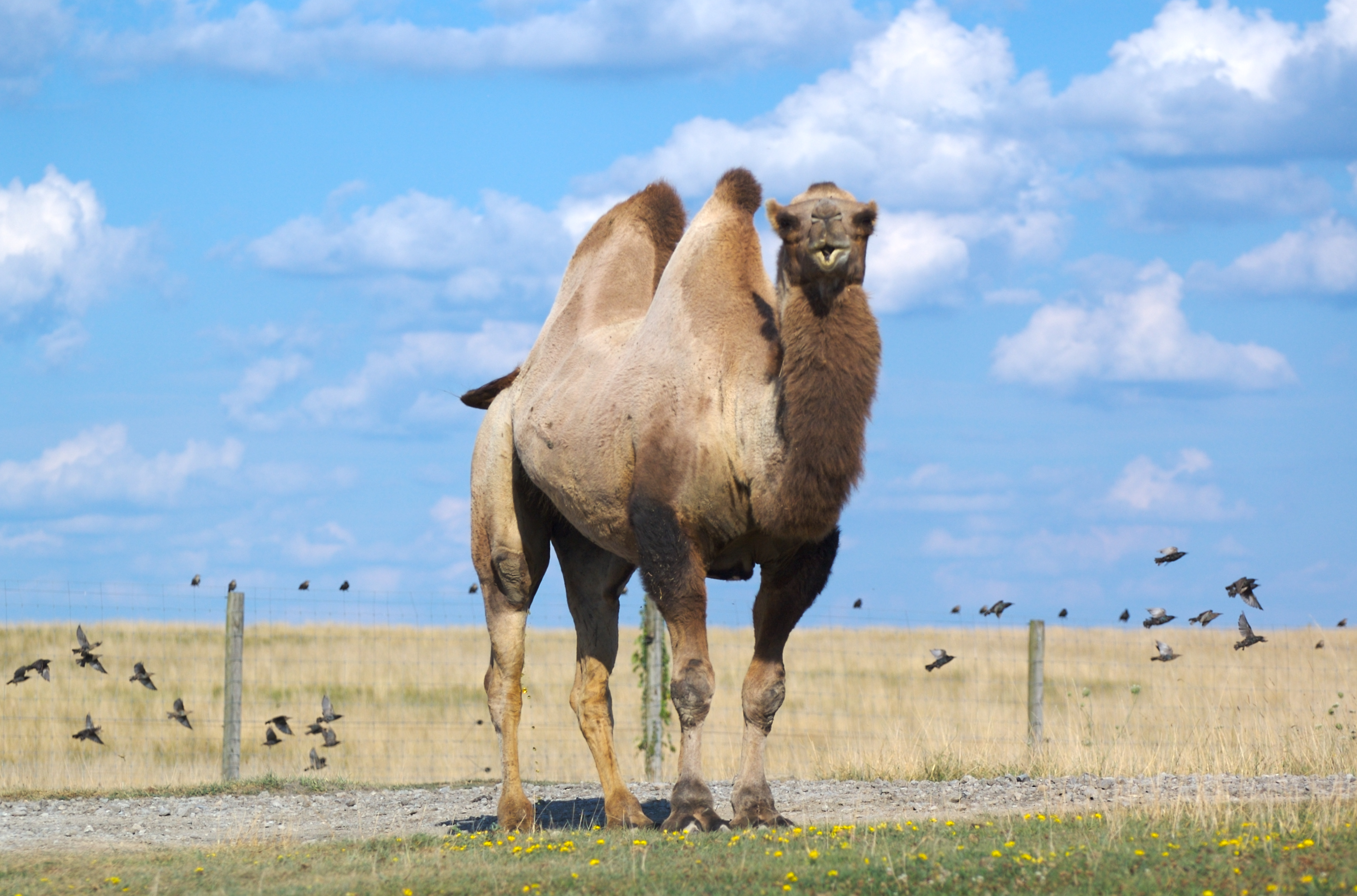
Бактриан

Обитающий в Центральной Азии двугорбый верблюд бактриан (Camelus bactrianus) был одомашнен людьми очень давно, однако редкие табуны диких бактрианов по сей день встречаются в пустынях Монголии и Западного Китая, где они больше всего страдают от нехватки водопоев, поскольку человек, осваивая пустыню, в первую очередь занимает открытые источники. Домашних двугорбых верблюдов разводят главным образом в Казахстане и Монголии, используя их в тех же целях, что и дромедаров. Своё название бактриан получил от названия древней области Центральной Азии Бактрия, где он, видимо, впервые был одомашнен.
Дикие бактрианы заметно мельче домашних, а их небольшие остроконечные горбы разделены довольно широкой седловиной; большие горбы домашнего бактриана чаще всего уложены друг на друга, и между ними почти нет промежутка. По массе тела домашние бактрианы почти не уступают дромедарам.

### Дромедары (арабианы)

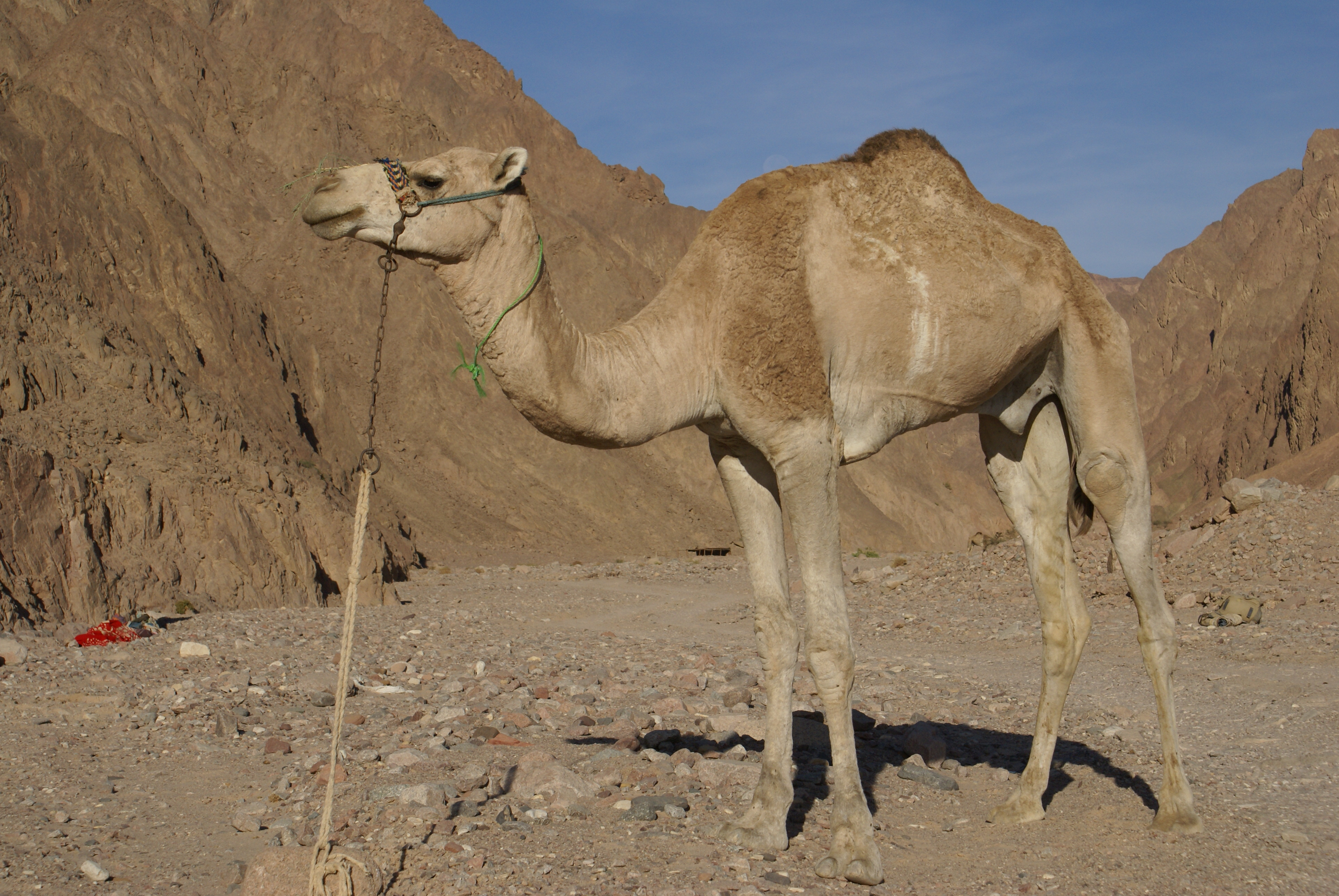
Дромедар

Диких одногорбых верблюдов дромедаров (Camelus dromedarius) в наше время не сохранилось. В центральных районах Австралии можно встретить одичавших, ранее завезённых туда одногорбых верблюдов, которые бесконтрольно размножаются из-за отсутствия серьёзных лимитирующих факторов. На обширных территориях Старого света с засушливым и жарким климатом дромедары остаются важными хозяйственными животными, которые выполняют многие функции и продолжают играть важную роль в культуре отдельных народов мира. Название арабиан отражает регион первоначального одомашнивания верблюдов данного вида.

### Гибриды

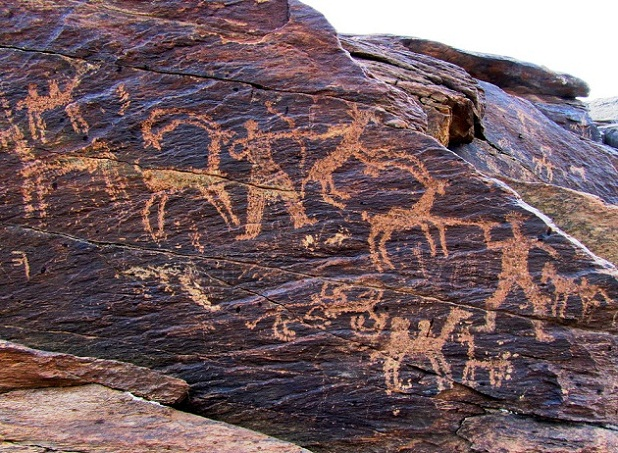
Наскальные изображения верблюдов близ иранского города Гольпайеган. V тысячелетие до н. э.

Возможны жизнеспособные гибриды первого поколения одногорбого и двугорбого верблюдов, которые называются «нары».

## Верблюд в культуре

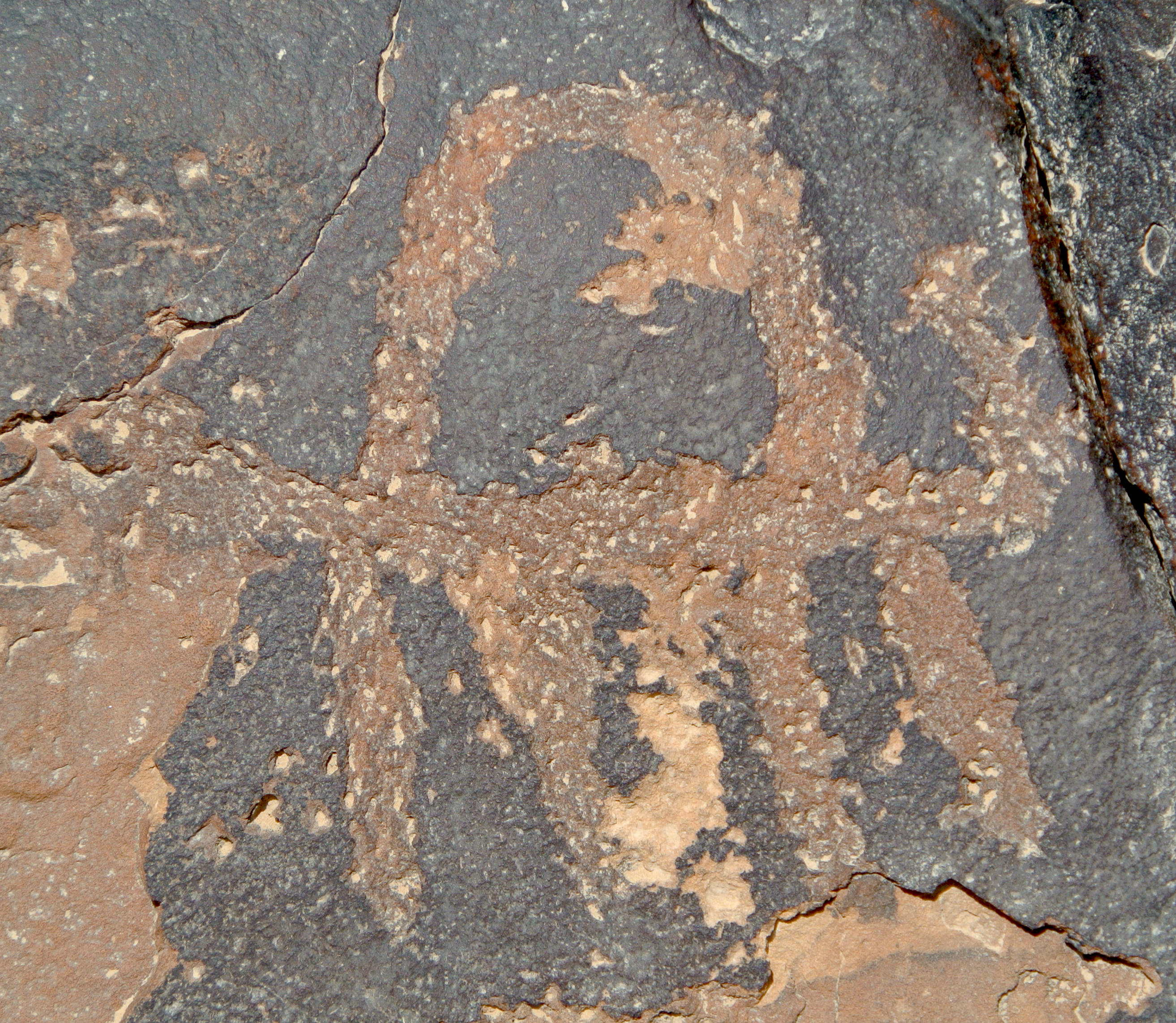
Петроглиф верблюда, Негев, юг Израиля (до 5300 г. до н. э.)

Древнейшее в мире изображение верблюда найдено в Каповой пещере. Ориентировочный возраст рисунков — от 14,5 до 40 тыс. лет до н. э. Уникальная находка доказывает, что на территории современного Башкортостана верблюды появились в более раннее время, чем считалось до этого. Также эти рисунки эпохи палеолита считаются единственными изображениями верблюдов в Европе.
Верблюжий вьюк химл служил мерой веса, использовавшейся в мусульманских странах. Вес химла в различных регионах сильно отличался, средний (округлённый) химл приближался к весу в 250 кг.
В городе Ахтубинске Астраханской области на площади им. В. И. Ленина установлен памятник двум верблюдам Машке и Мишке, служивших в боевом расчёте командира орудия сержанта Григория Нестерова и тянувших за собой боевое орудие, которое дало один из первых залпов по Рейхсканцелярии.

### В символике
Изображения верблюда присутствуют на некоторых гербах и флагах городов и регионов, но геральдической фигурой верблюд не является. Верблюд — символ и эмблема Азии и Аравии, символ царской власти и достоинства, жизненной силы и выносливости. В азиатских странах он олицетворяет не только царственность, благородство, но и высокомерие, заносчивость. Верблюд использовался на гербе Исетской провинции, упразднённой в 1781 году.
В настоящее время верблюд используется на гербах и флагах Челябинска (одногорбый, хотя точно количество горбов не ясно — верблюд навьючен тюками) и Челябинской области (двугорбый). В «Полном собрании законов Российской империи» за 1830 год этому дано следующее объяснение: «Навьюченный верблюд в знак того, что оных в сей город довольно с товарами приводят». Таким образом, верблюд символизировал торговлю, которой в то время в основном жил город.
Верблюд также присутствует на гербе Эритреи и чешского города Пльзень.

## Галерея

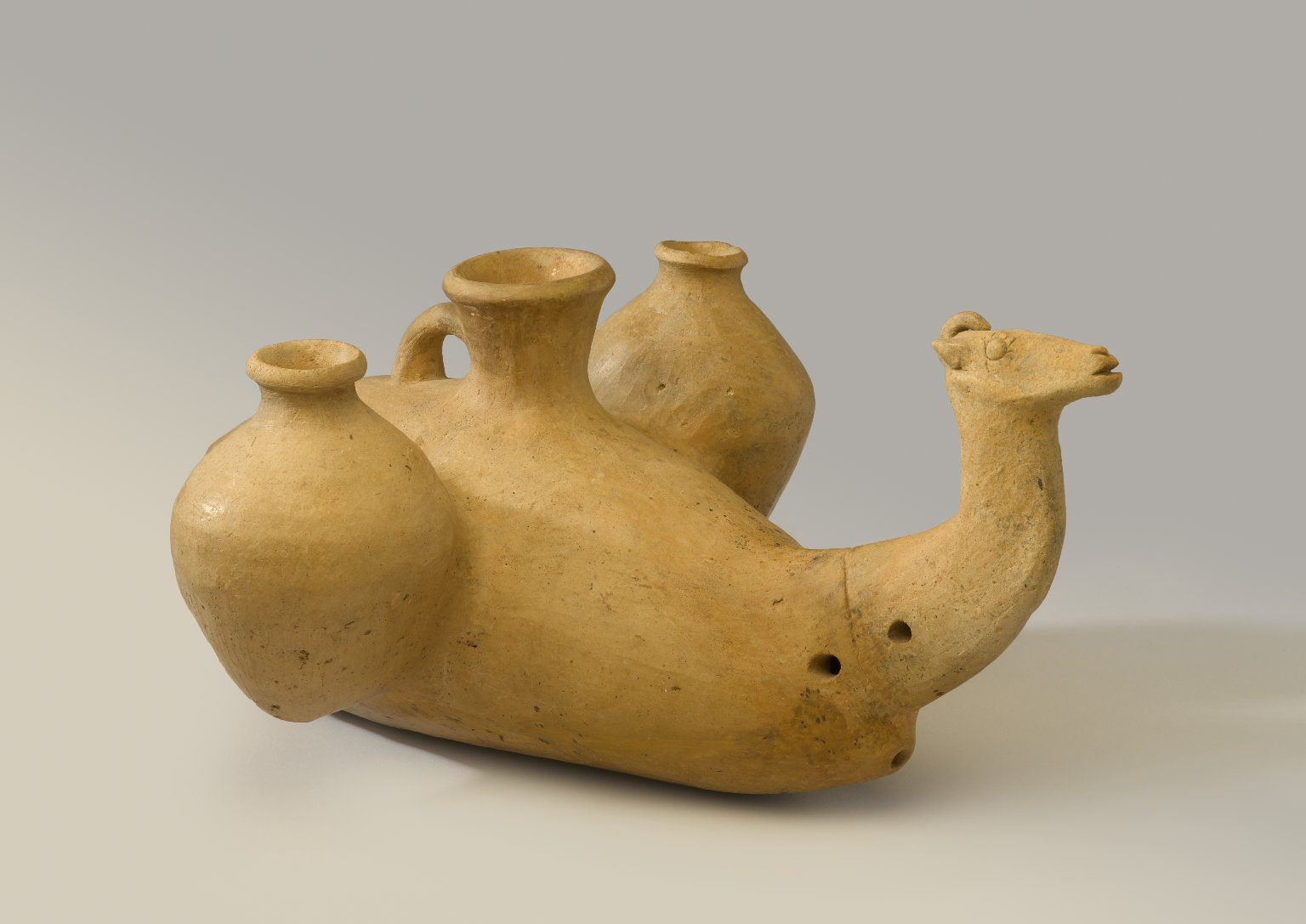
Судно в виде лежачего верблюда с кувшинами, 250 г. до н. э. — 224 г. н. э., Бруклинский музей
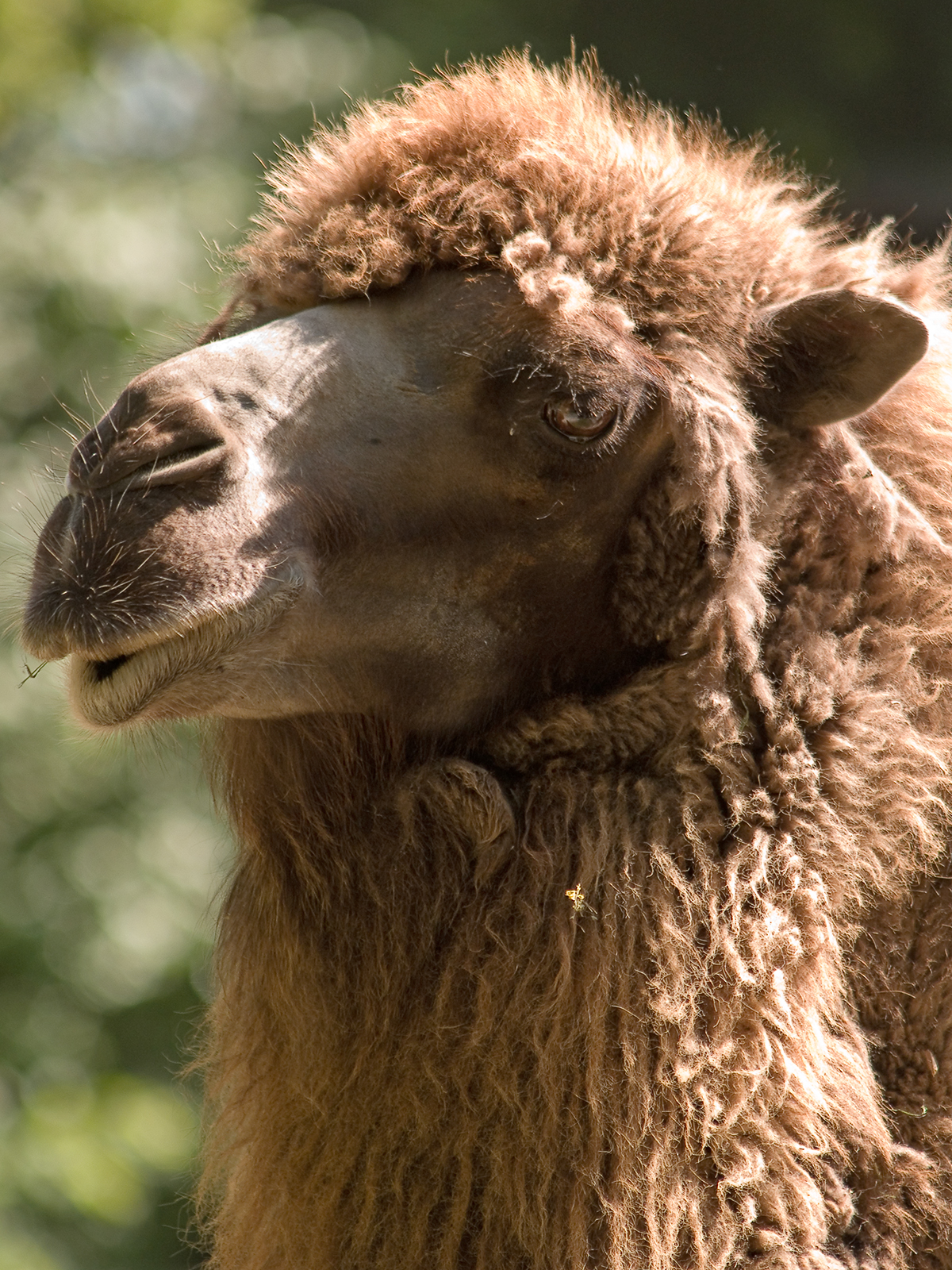
Густая шерсть верблюда — одно из многих приспособлений, помогающих ему в условиях пустыни.
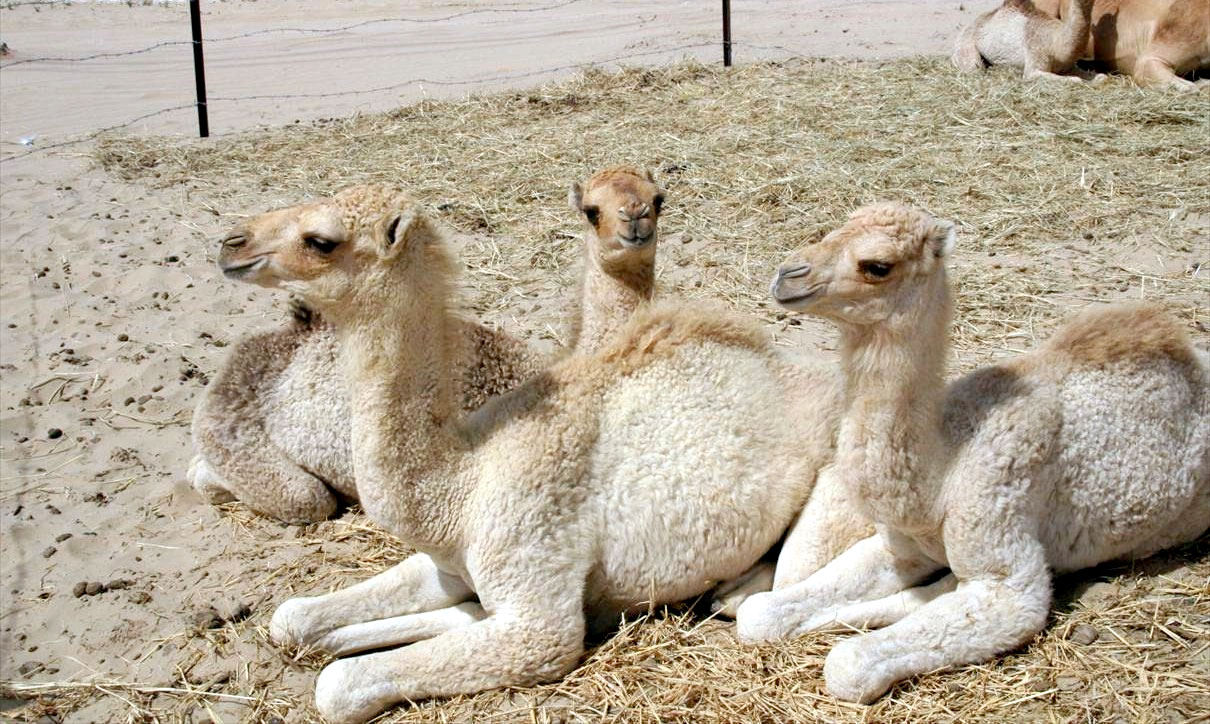
Одомашненные верблюжата лежат в положении лежа на груди, что способствует потере тепла
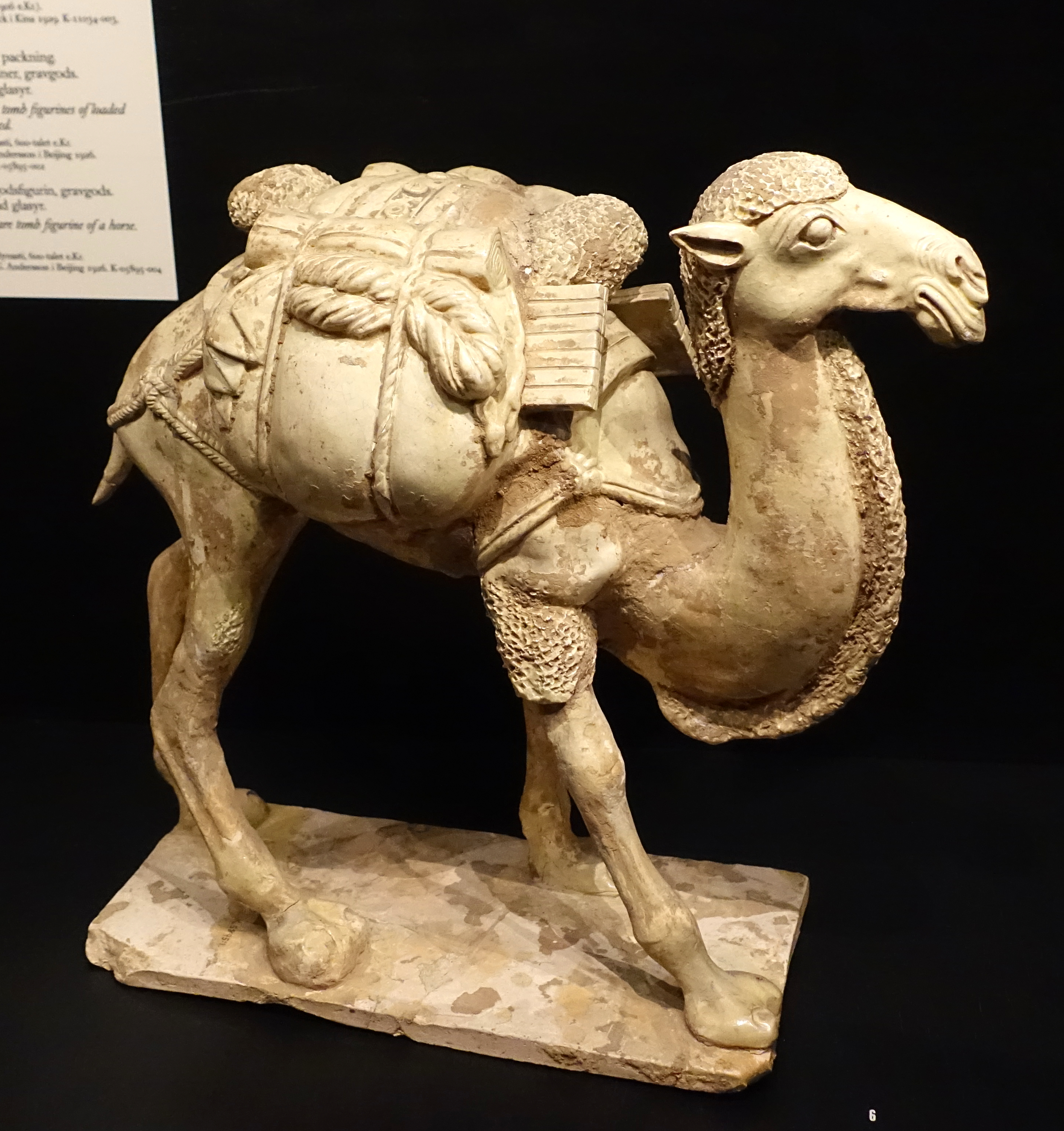
Верблюд с припасами, Империя Тан
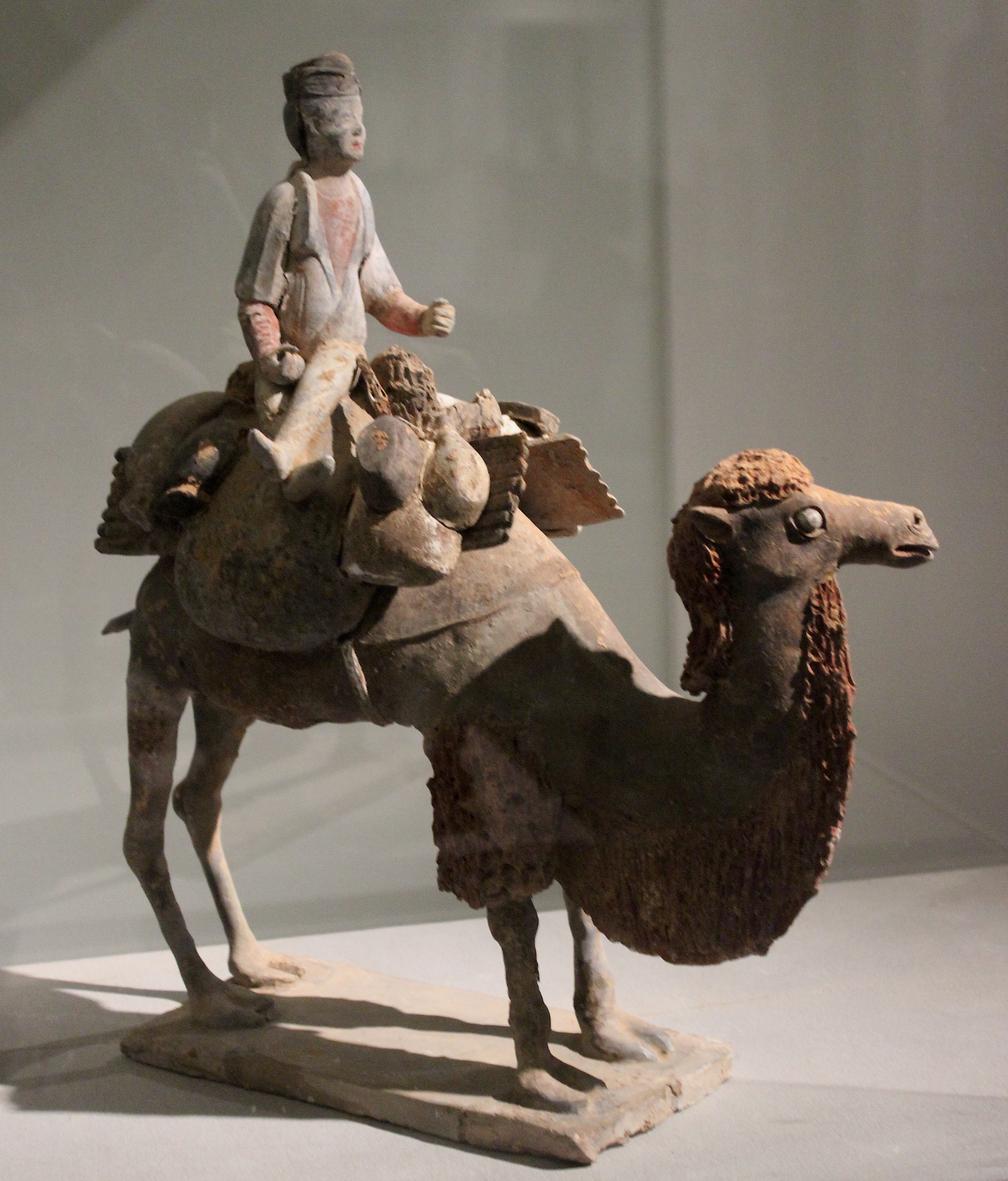
Человек на верблюде, Империя Тан
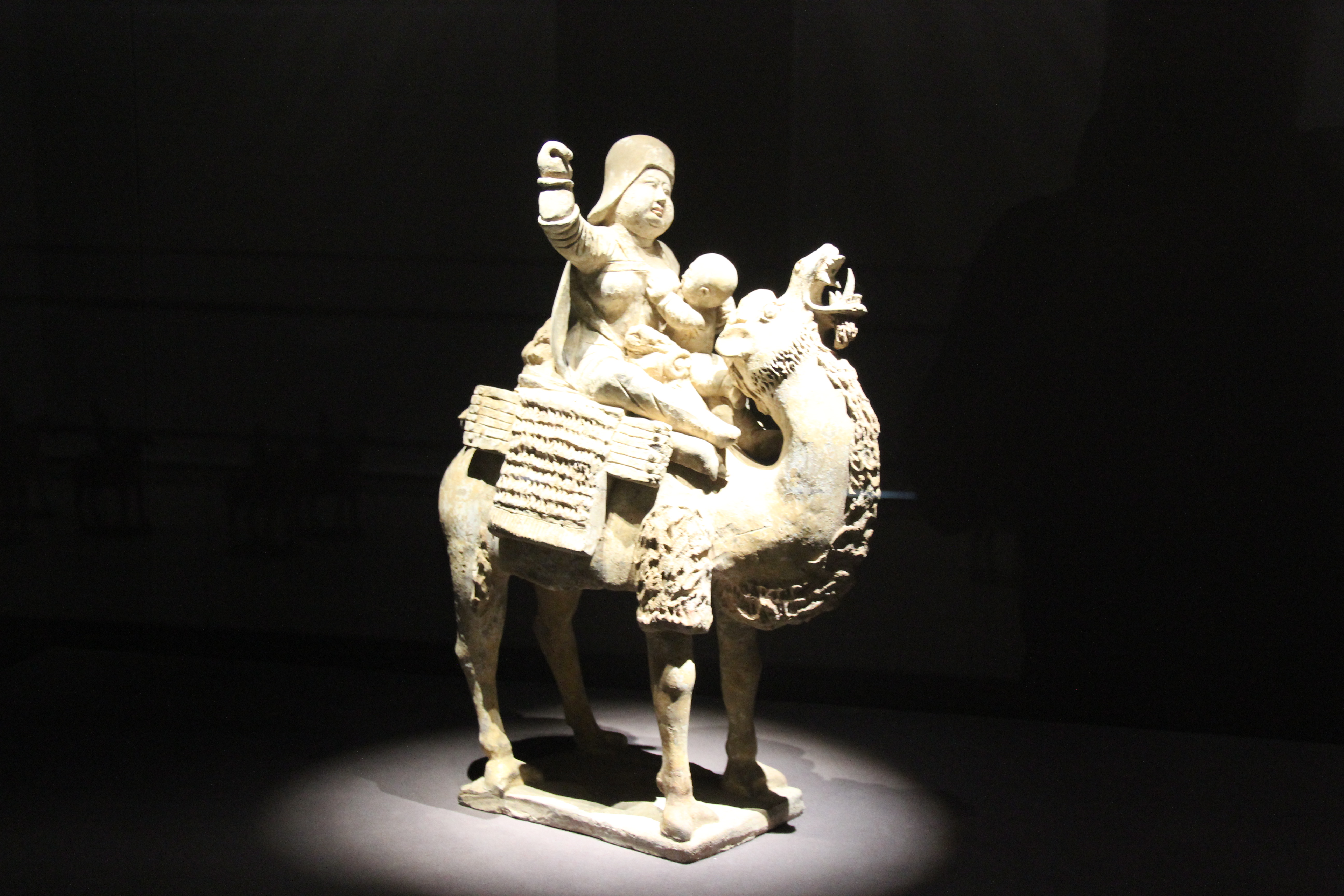
Женщина, кормящая грудью на верблюде, Империя Тан
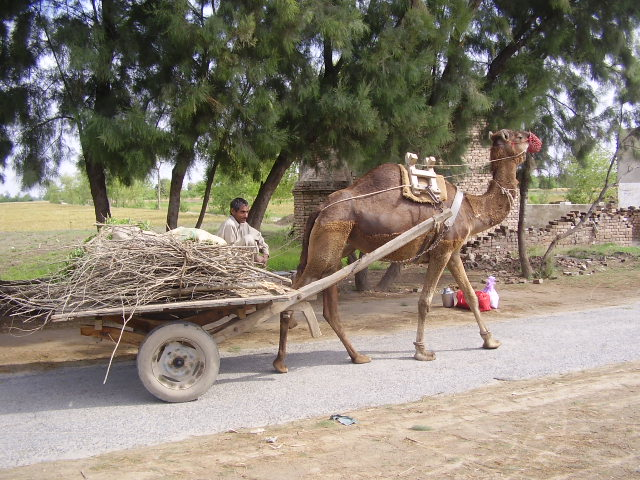
Верблюд, служащий тягловым животным[англ.] в Пакистане (2009)
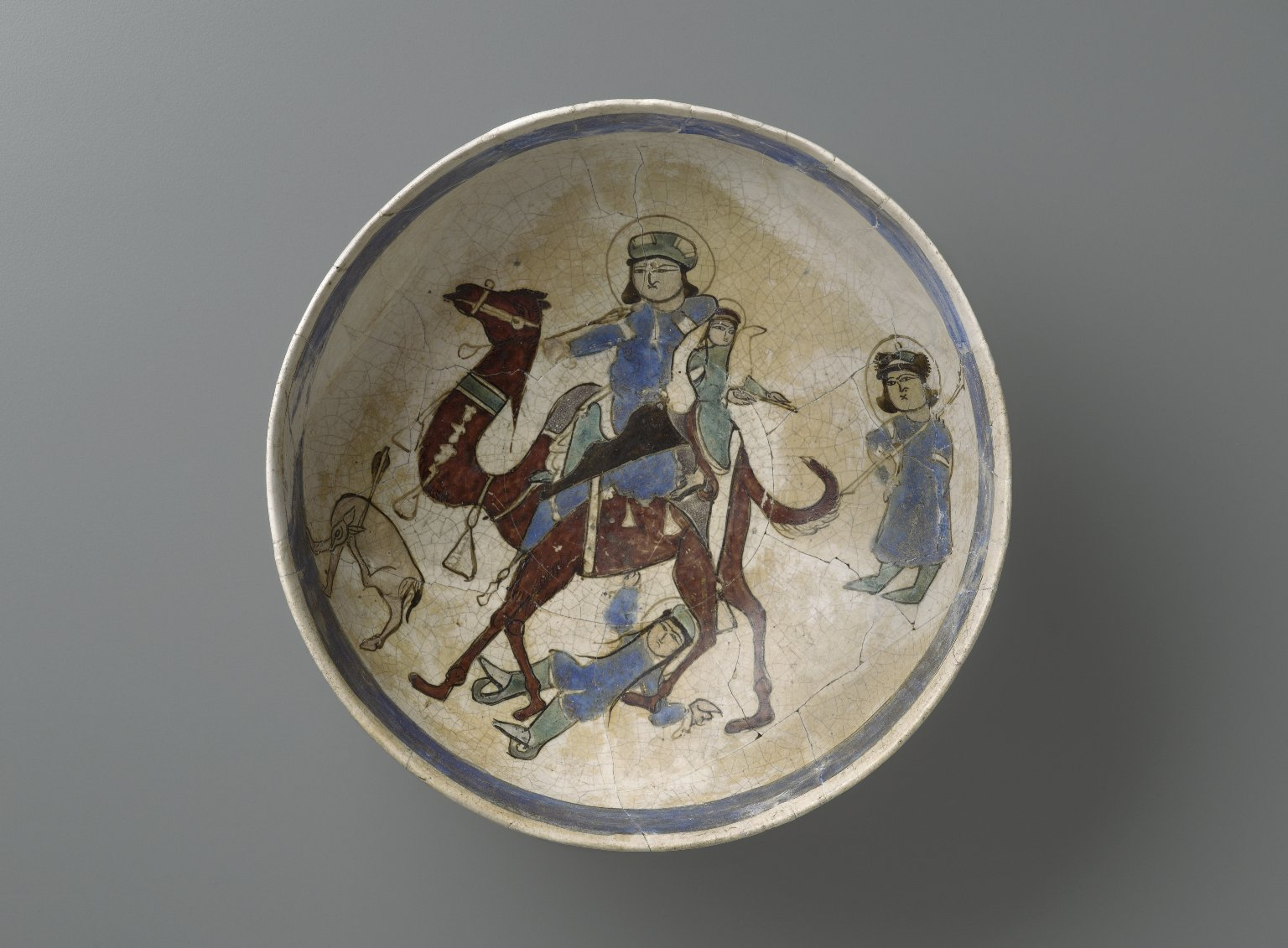
Чаша с изображением Бахрам Гура и Азадов, начало XIII века, Бруклинский музей
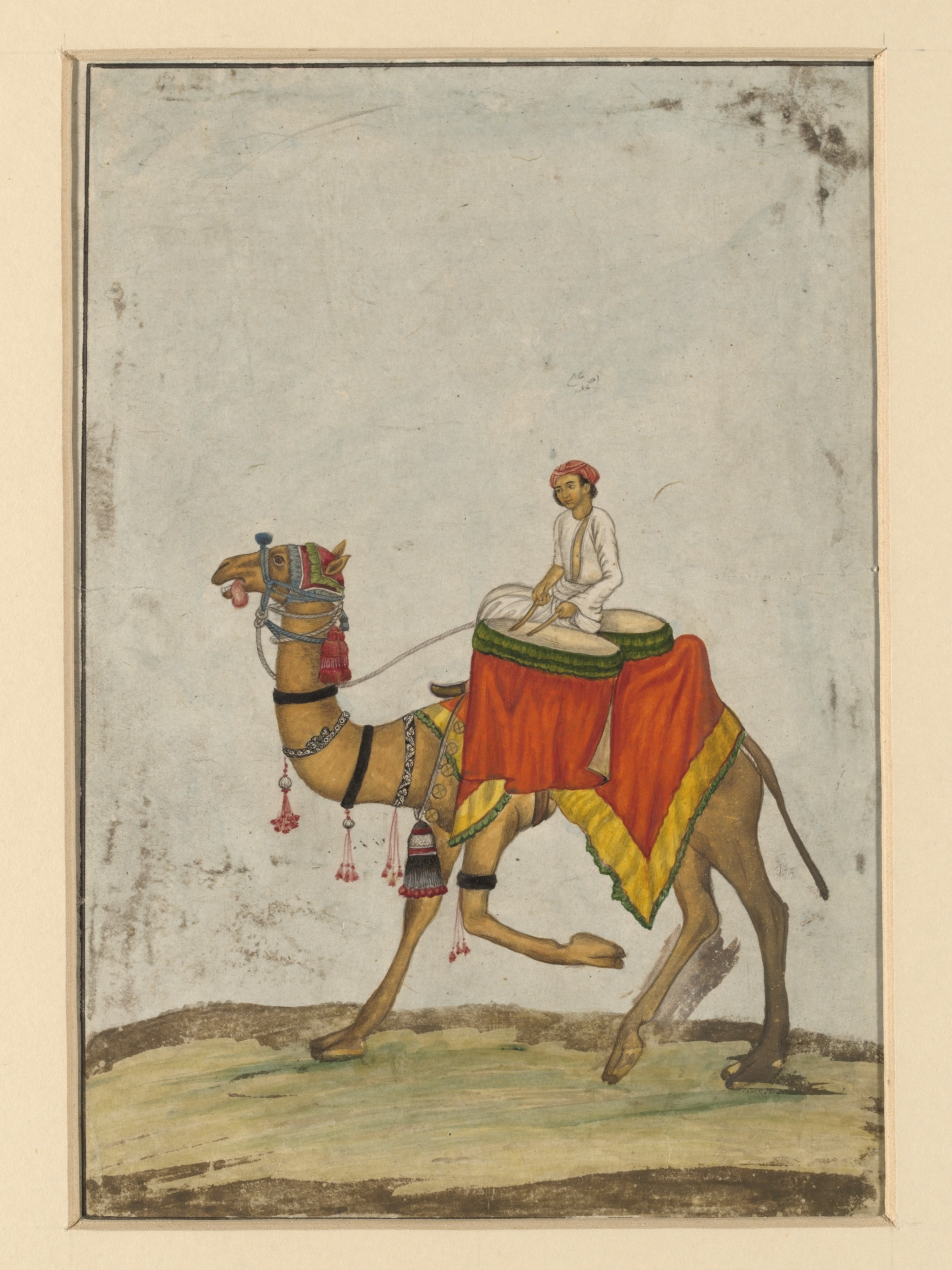
Верблюд со всадником, играющим на литаврах, в Империи Великих Моголов
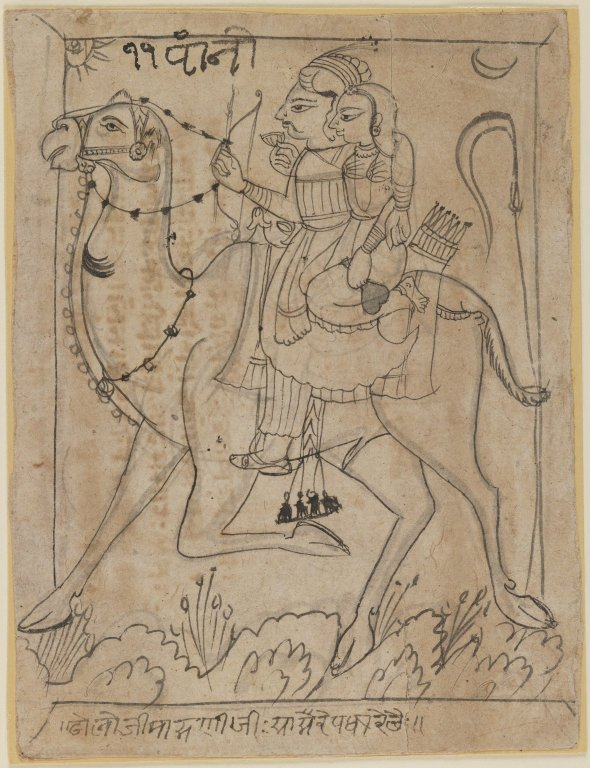
Мару Рагини (Дхола и Мару верхом на верблюде), около 1750 г., Бруклинский музей
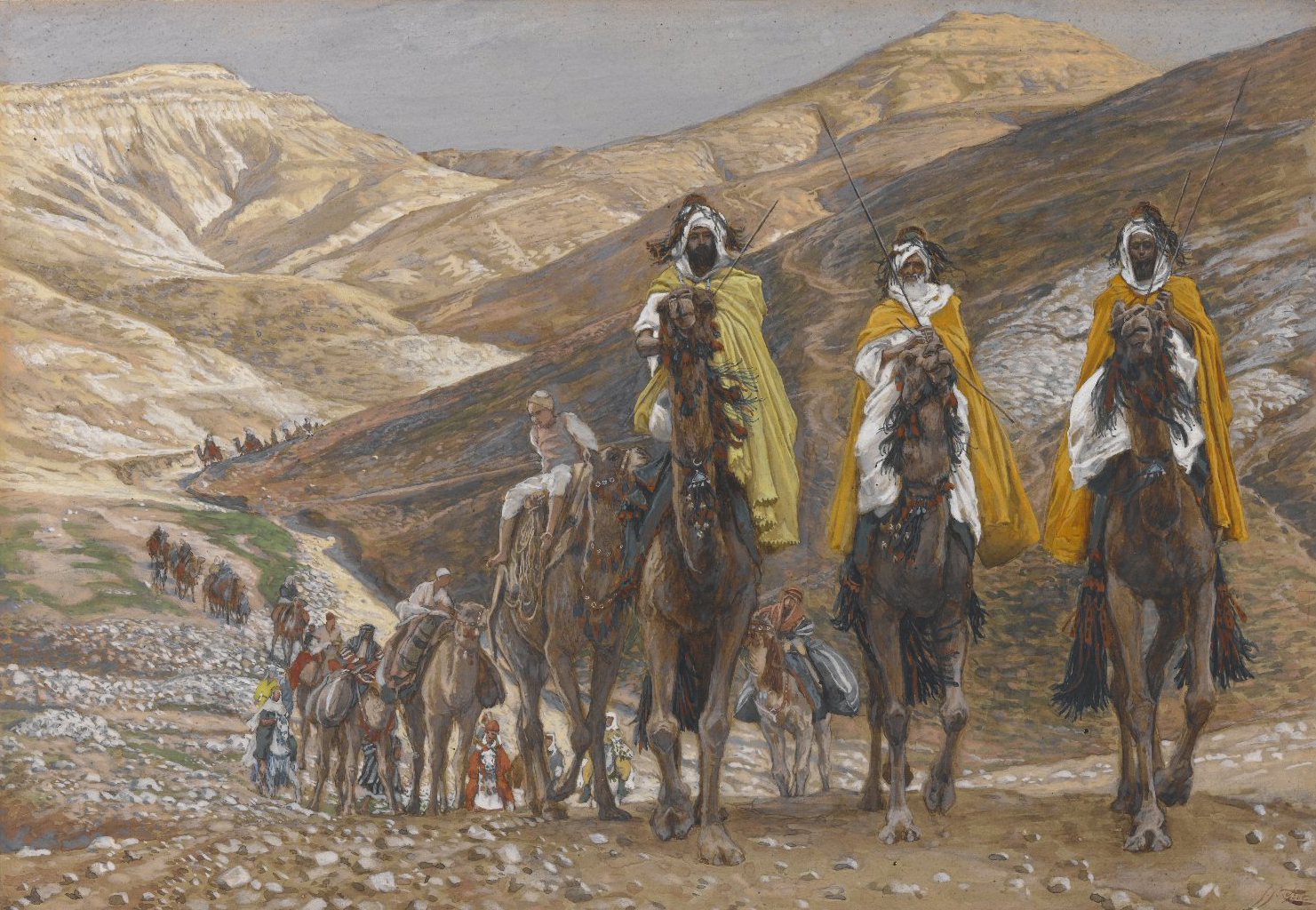
Джеймс Тиссо «Маги путешествуют», около 1886 г., Бруклинский музей
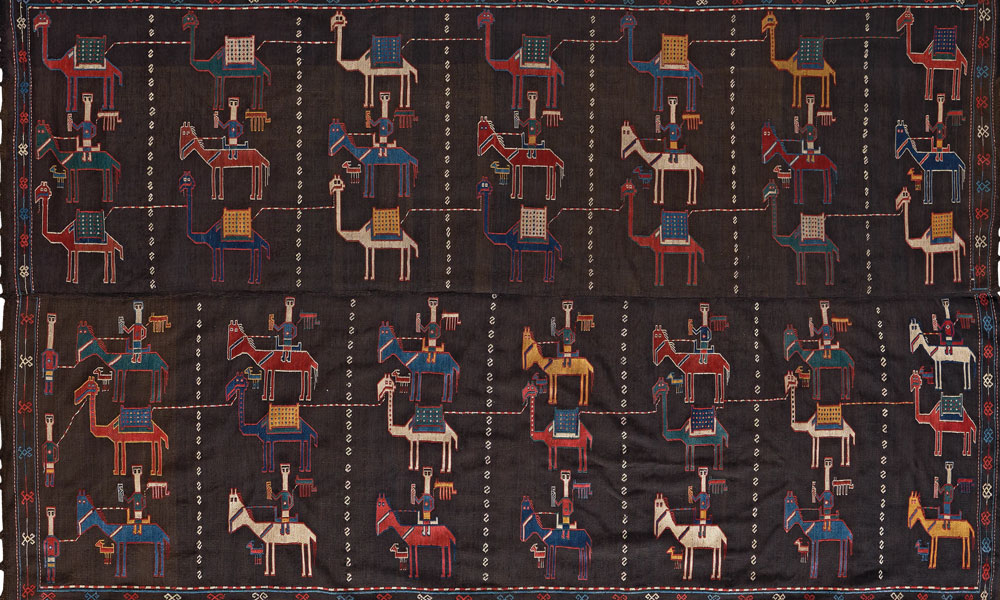
Шадда (ковёр, фрагмент), Карабах, начало XIX века
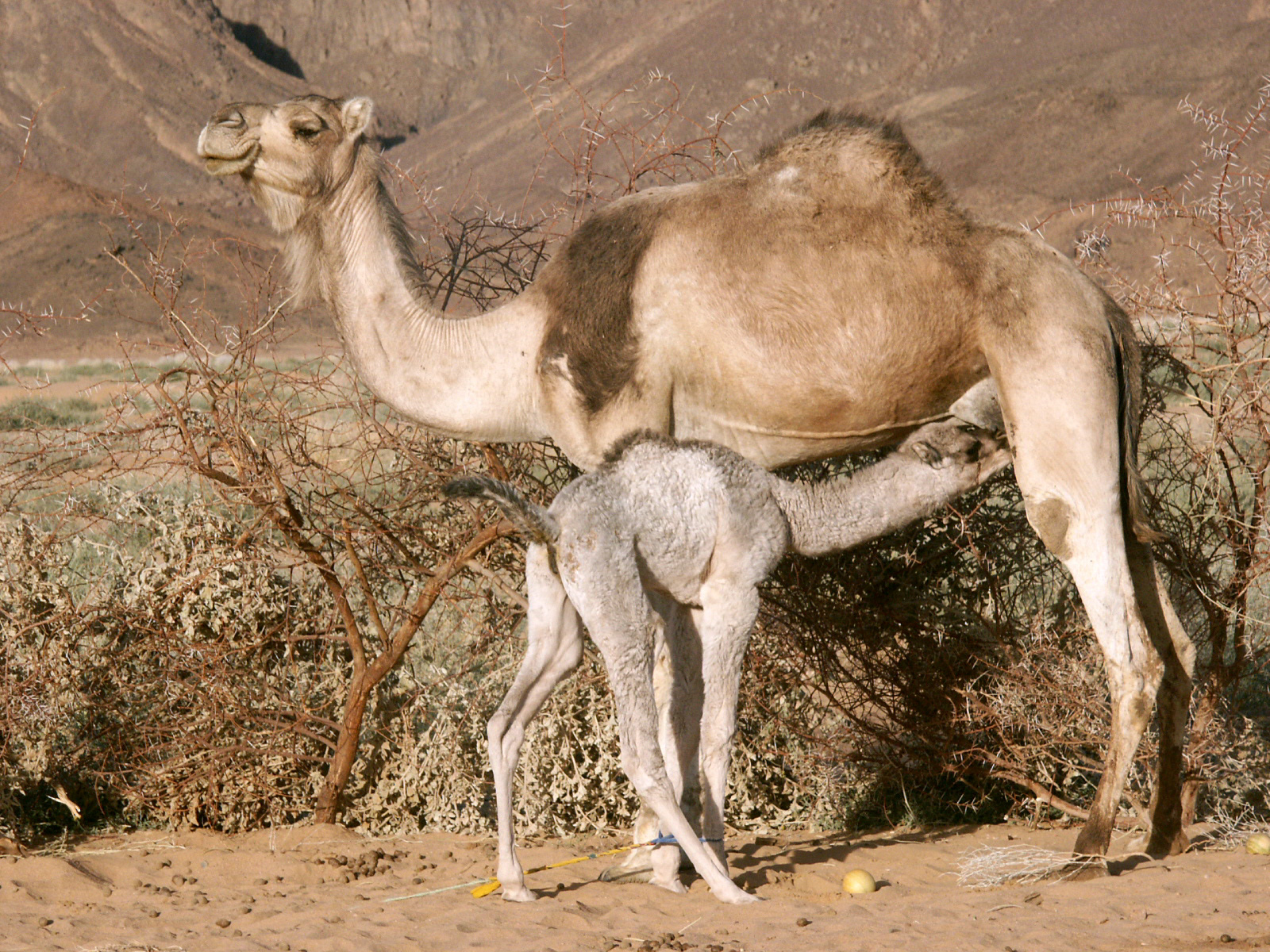
Верблюжонок кормится верблюжьим молоком
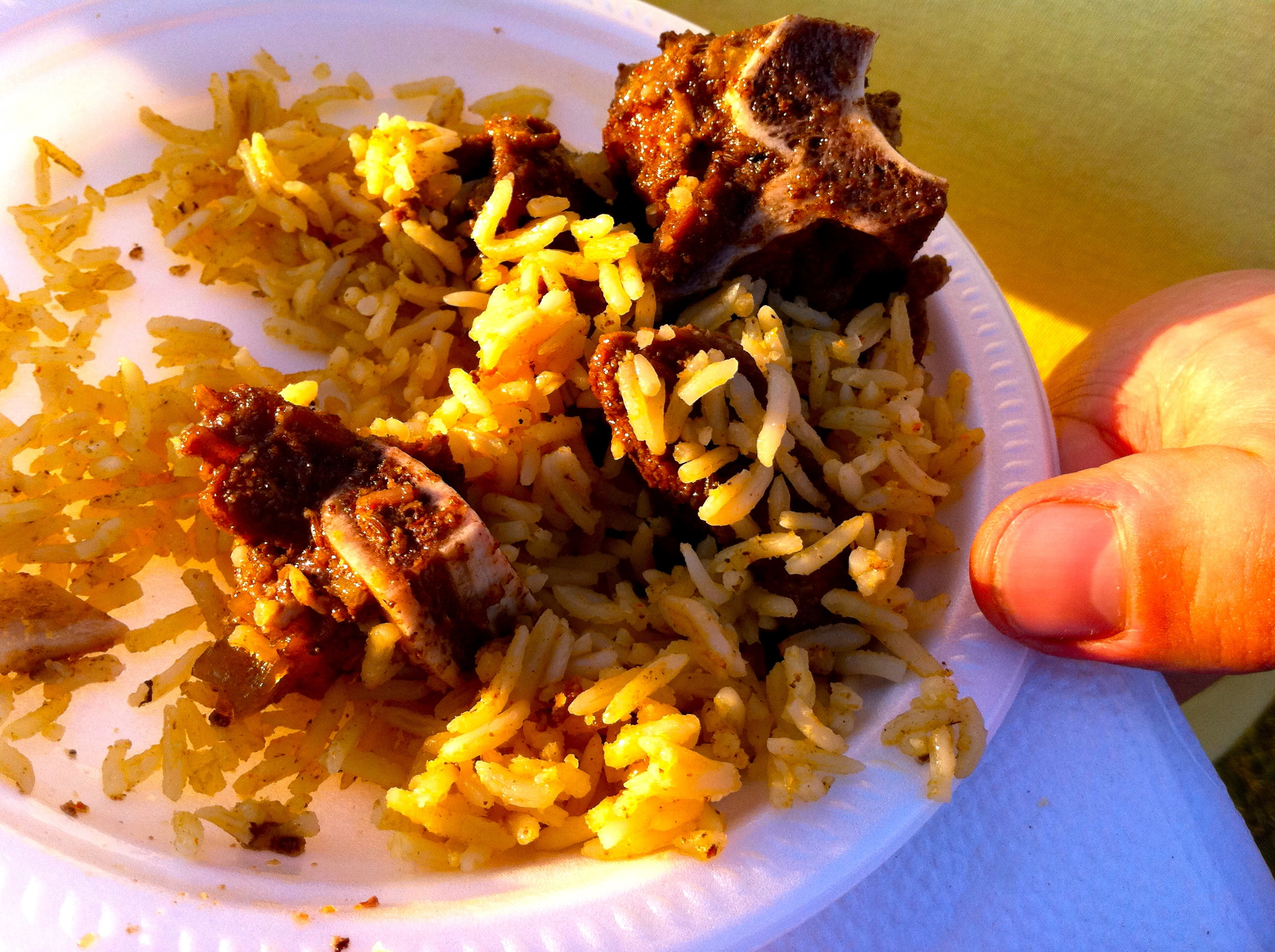
Сомалийское блюдо из верблюжьего мяса и риса
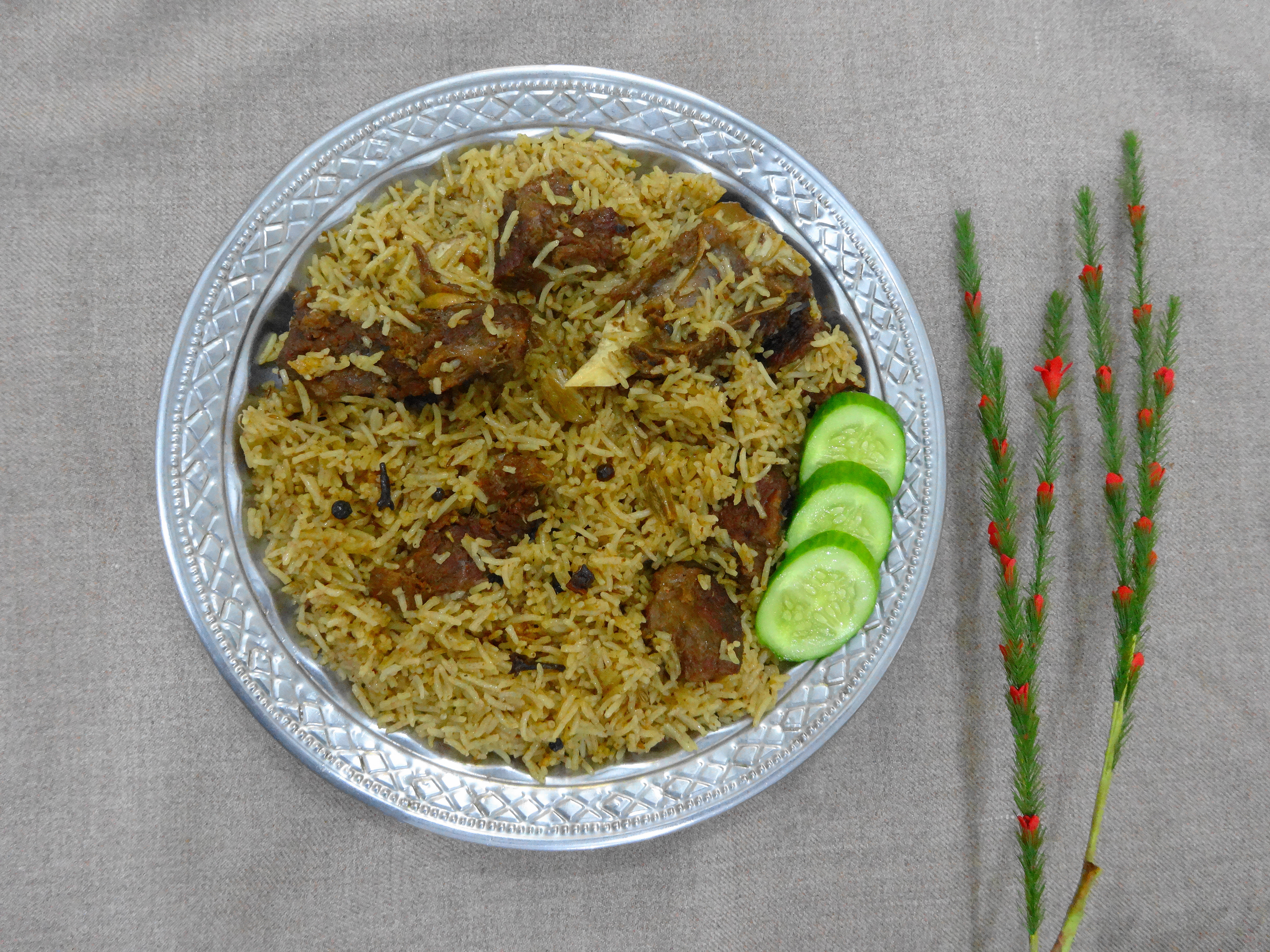
Плов с верблюжатиной, из Пакистана